# Von
 For alternative betydninger, se Von (flertydig). (Se også artikler, som begynder med Von)
|  | Ordet van bruges også på amerikansk om en varevogn, og ordet høres jævnligt i det danske sprog i denne betydning. Her udtales v ikke som f. |
Præpositionerne von (tysk) og van (nederlandsk) betyder "fra" eller "af". V udtales f på tysk og nederlandsk. Ordet bruges i en del efternavne. 
Præpositionen von benyttes ofte i adelsnavne, men det indikerer ikke nødvendigvis, at der er tale om adelige. Oprindeligt angav det blot en fødsels- eller virkested (f.eks. Wolfram von Eschenbach = Wolfram fra Eschenbach). Da det først blev antaget som adelsmærke, hentydede det altid til adelsmandens gods eller len. I 1500-tallet blev det almindeligt at danne nye adelsnavne ved at sætte von foran opdigtede stednavne, og først efter 1630 opstod den fra et heraldisk synspunkt ukorrekte praksis at sætte von foran tilnavnet.
"von" skrives med lille v, altså von og ikke Von.

## Praksis i forskellige lande

### Preussen/Tyskland
I den preussiske rangforordning er der den lille ejendommelige distinktion, at foran uomtvistelig adelige personers navn forkortes von til v., hvorimod det skrives fuldt ud i ikkeadeliges navne. von und zu ("af og til") betegner altid adelig stand, men tilkommer kun familier, der er i besiddelse af deres stamgods.

### Østrig
I Østrig har det siden 1919 været forbudt at anvende "von" og andre adelstitler og -prædikater. 

### Danmark
I Danmark blev det fra ca. 1770 fast praksis for enhver dansk officer at sætte et von foran sit efternavn. "Von" kan i denne sammenhæng siges at være et kendetegn for sværdadelen – en klasse, der ellers ikke var repræsenteret i Danmark. Denne praksis var inspireret af det preussiske militær, hvor de fleste officerer tilhørte landadelen. Omkring 1770 blev brugen af von så udbredt, at regeringsmyndighederne benyttede det i officielle skrivelser, men en egentlig anerkendelse fik det aldrig. Indtil 1860 havde danske officerer lov til at sætte et von foran deres familienavn (således Løjtnant von Buddinge i Hostrups Gjenboerne fra 1844). Det har givet næring til den – forkerte – opfattelse, at von indikerer adelskab. 

### Nederlandene og Belgien
Den nederlandske form, van, er meget brugt ved dannelse af personnavne, som henviser til fødsels- eller virkested, men er ikke et adelsmærke. Ofte sammenskriver nederlænderne van med navnet til ét ord (Vanloo, Vanderbilt etc.). I Nederlandene skrives "van" med lille v, når fornavnet medtages, men med stort "Van" når efternavnet står uden fornavn. I Belgien følges denne skik ikke. Her skrives normalt "Van", fx Herman Van Rompuy. 